# أدريان هانيمان
أدريان هانيمان (حوالي 1603 - دفن في 11 يوليو 1671) هو رسام هولندي من العصر الذهبي اشتهر بصوره للبلاط الملكي البريطاني المنفي. تأثر أسلوبه بشدة بأسلوب معاصره أنتوني فان دايك .

## سيرة شخصية
ولد أدريان هانيمان في عائلة أرستقراطية كاثوليكية ثرية في مدينة لاهاي غرب هولندا، ودرس الرسم مع الفنان جان أنتونيش. فان رافستين وهو مختص في البورتريه.  سفرا إلى إنجلترا في عام 1623 حيث عاش 16 عامًا.  هناك التقى وتأثر بالرسامين أنطوني فان دايك و كورنيليس يانسنس فان سيولين و ودانييل ميتينز . تمتع أدريان برعاية قسطنطين هويجنز الذي قدمه إلى المحكمة. عاد إلى لاهاي، حيث تزوج ابنة مدرس الرسم القديم، ماريا فان رافستين، في عام 1640. و في عام 1645 أصبح شماسًا لنقابة القديس لوقا . في عام 1656 كان أحد المنشقين الذين انقسموا إلى Confrerie Pictura كونفريري بيكتورا، الذي ترأسها في الفترة الأولى. في عام 1666 حصل على كأس فضي لسنوات خدمته لهذه المجموعة. بعد وفاة زوجته الأولى، تزوج للمرة الثانية من أليدا بيزمر في عام 1669. كان تلاميذه جيريمياس فان دير إيدن، ورينير دي لا هاي [الإنجليزية] ، وماركوس فان دير ليندي، وجيسبرت فان ليبرجن، وسيمون دو بارك، وبرناردوس فان دير فيشت، ويان جانز. فيستربين (الثاني)، وكورنيليس ويلدت.  لقد أثر على الرسام جوفيرت فلينك . 

## صور هانيمان
اشتهر هانيمان بصور البلاط للنبلاء البريطانيين والهولنديين، والتي تم رسمها تقليدًا لأسلوب أنتوني فان دايك. في وقت لاحق، في لاهاي، رسم العديد من الملكيين الإنجليز الذين ذهبوا إلى المنفى في هولندا بعد الحرب الأهلية الإنجليزية .

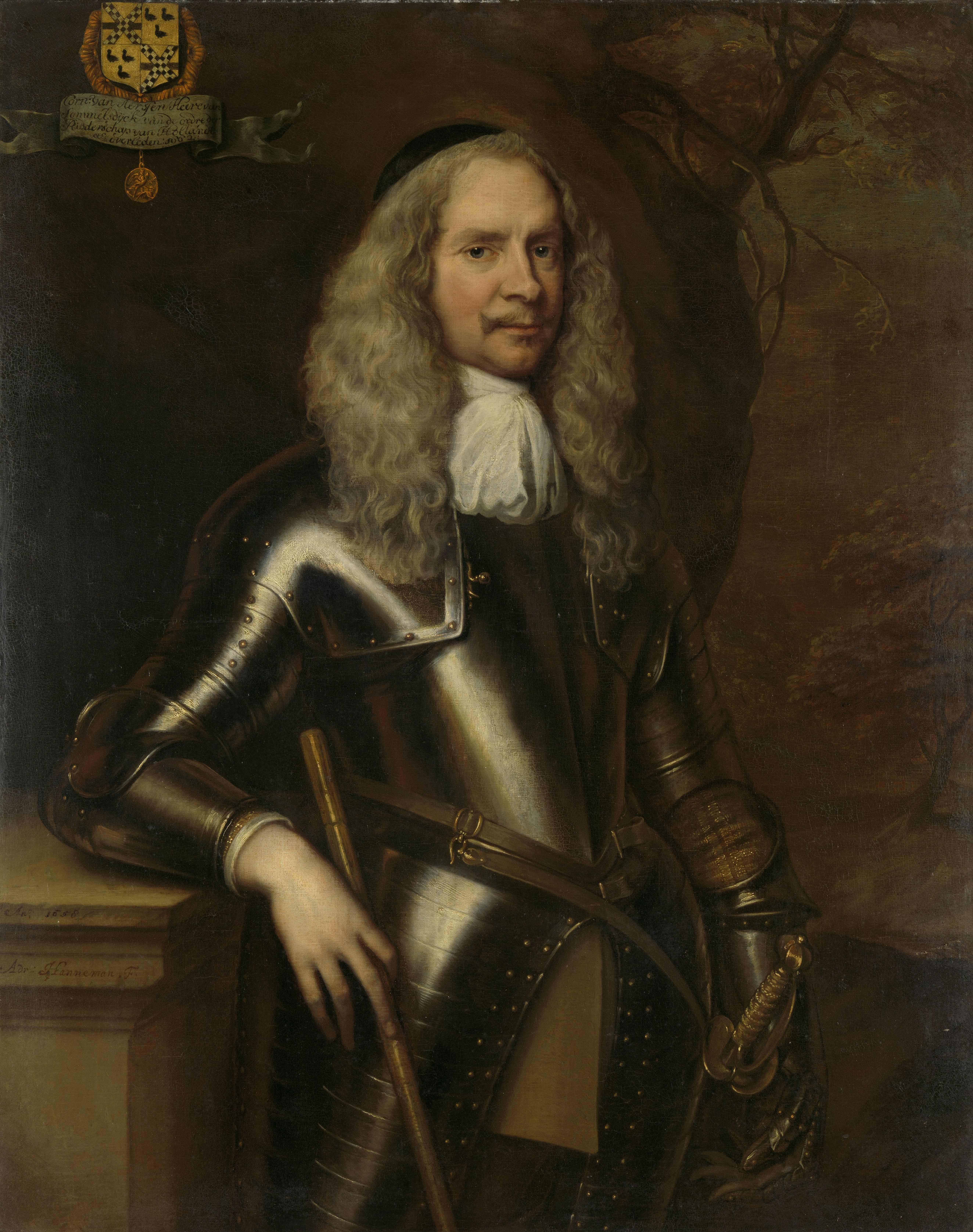
كورنيليس فان إيرسن فان سوميلسديجك، متحف ريجكس أمستردام
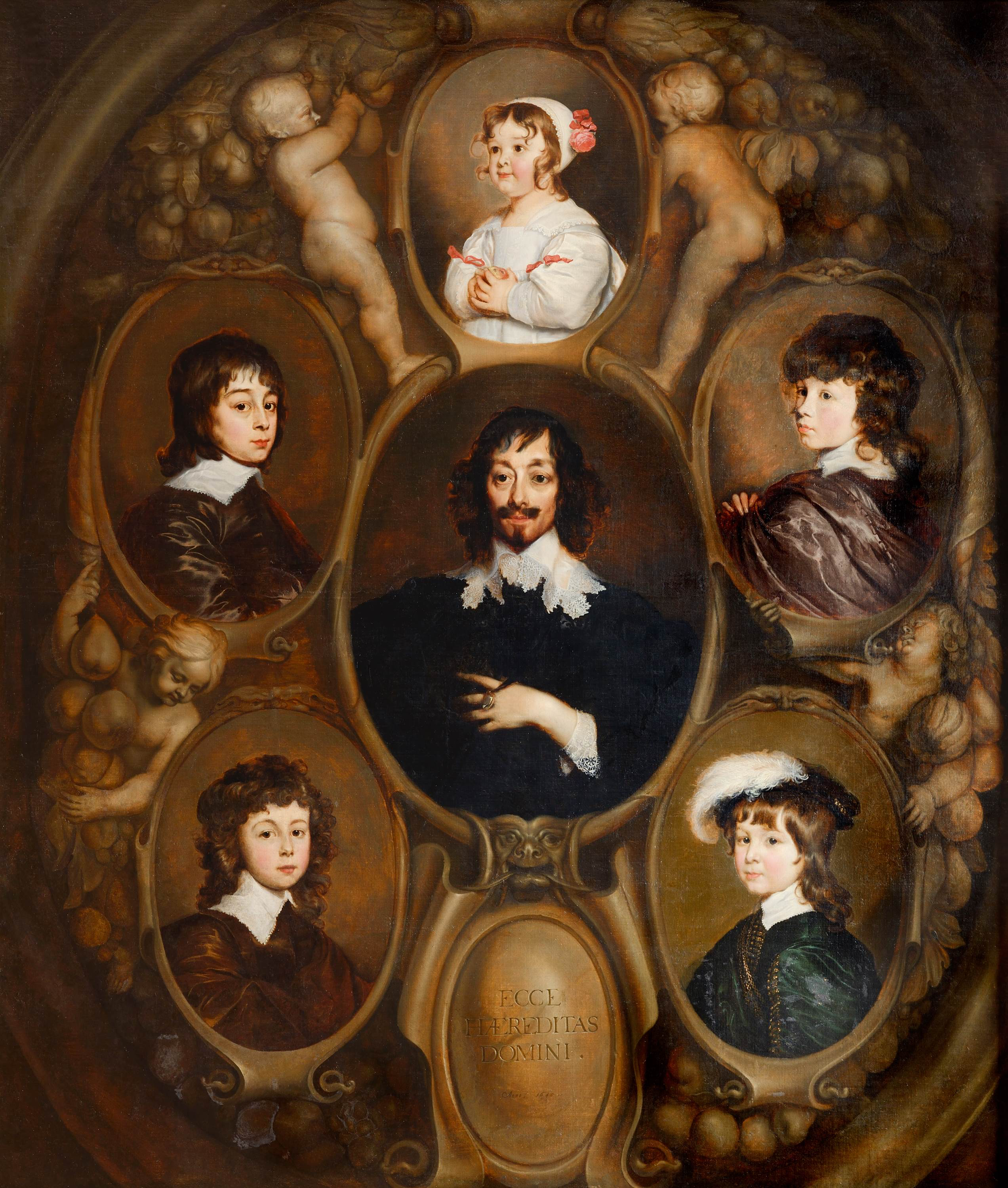
عائلة كونستانتين هويجنز
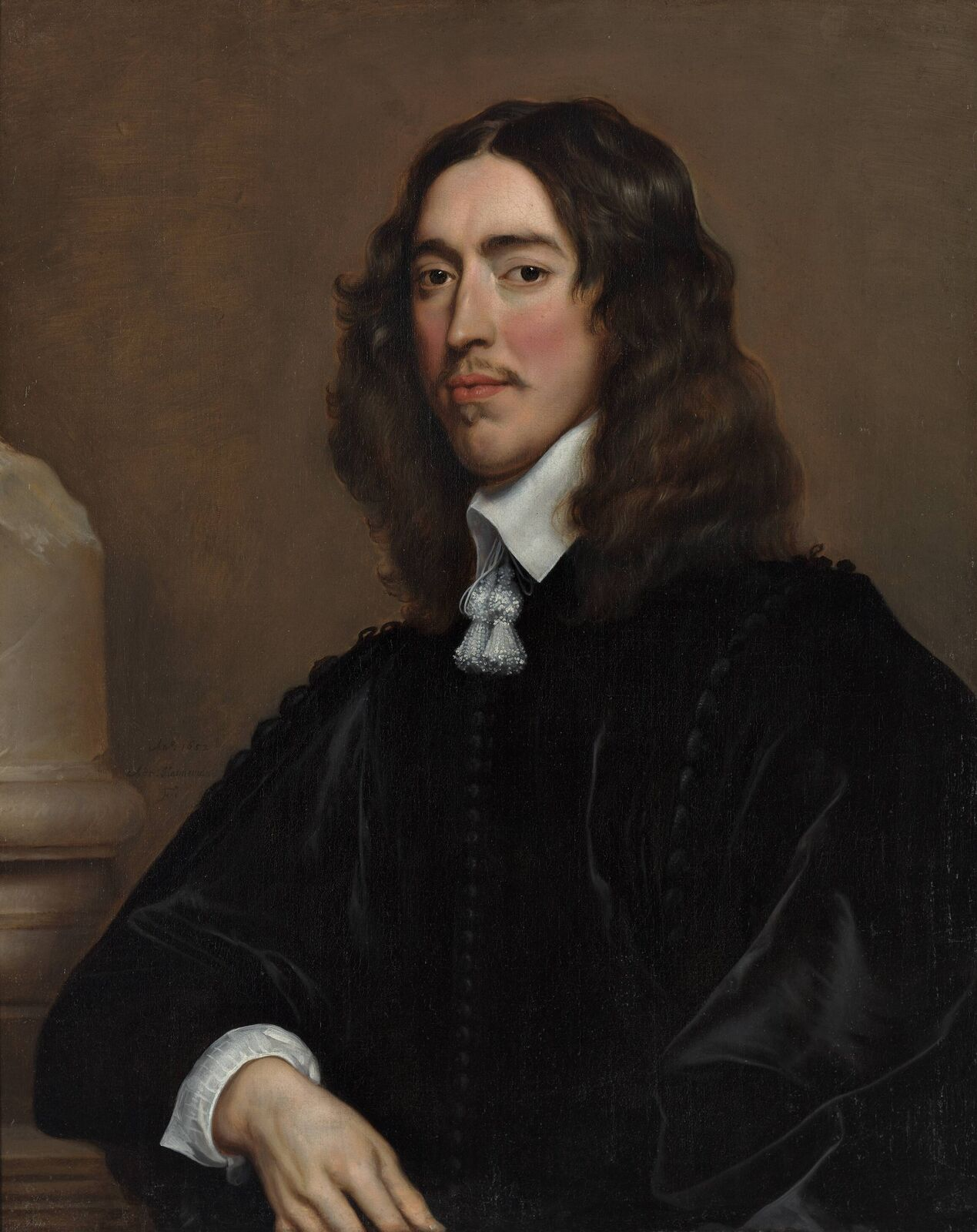
يوهان دي ويت
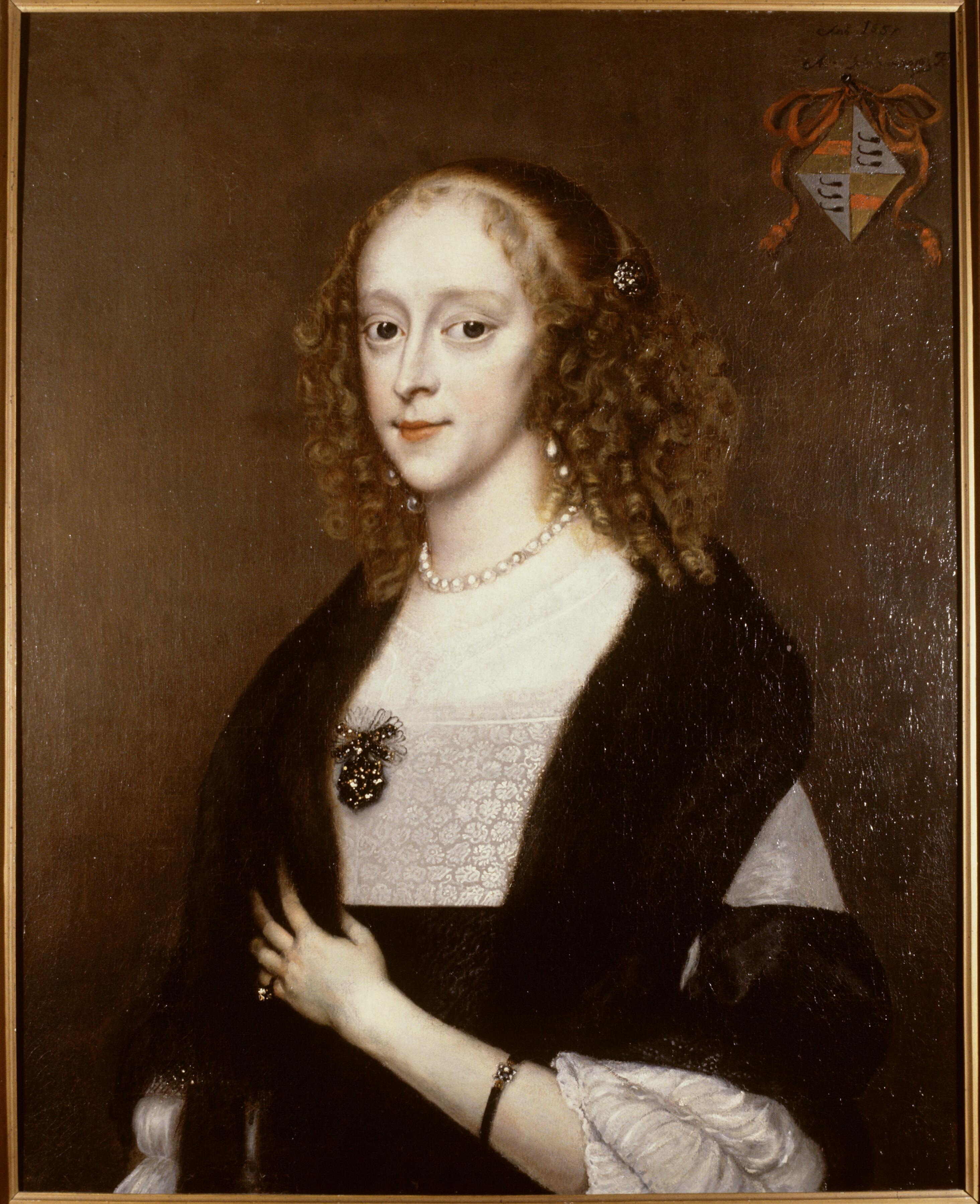
وينديلا بيكر (1635–1668)
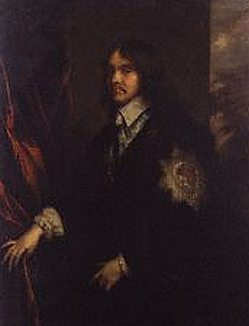
ويليام هاملتون، الدوق الثاني هاميلتون، معرض الصور الوطني، لندن
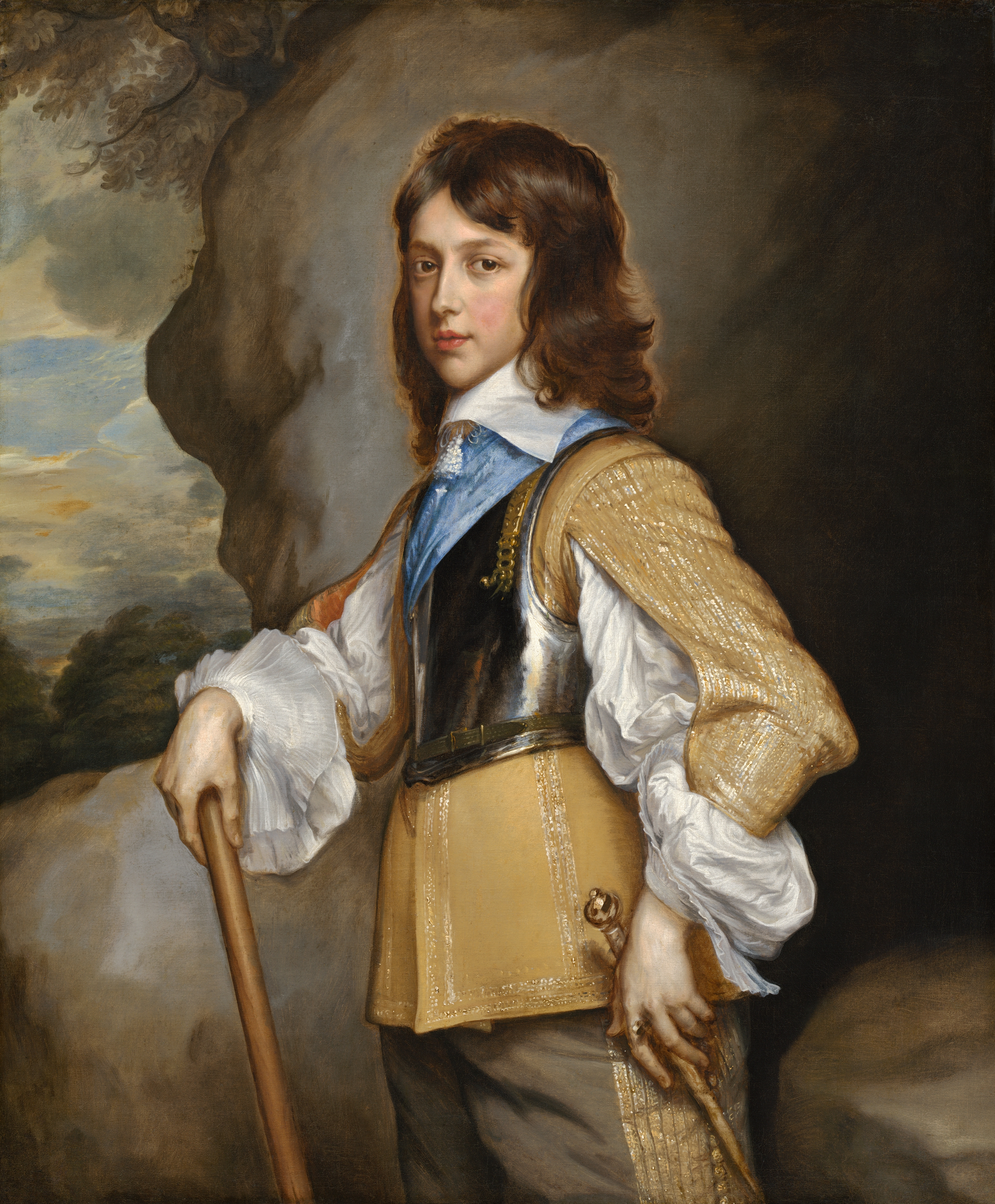
هنري، دوق غلوستر، المتحف الوطني للفنون، واشنطن
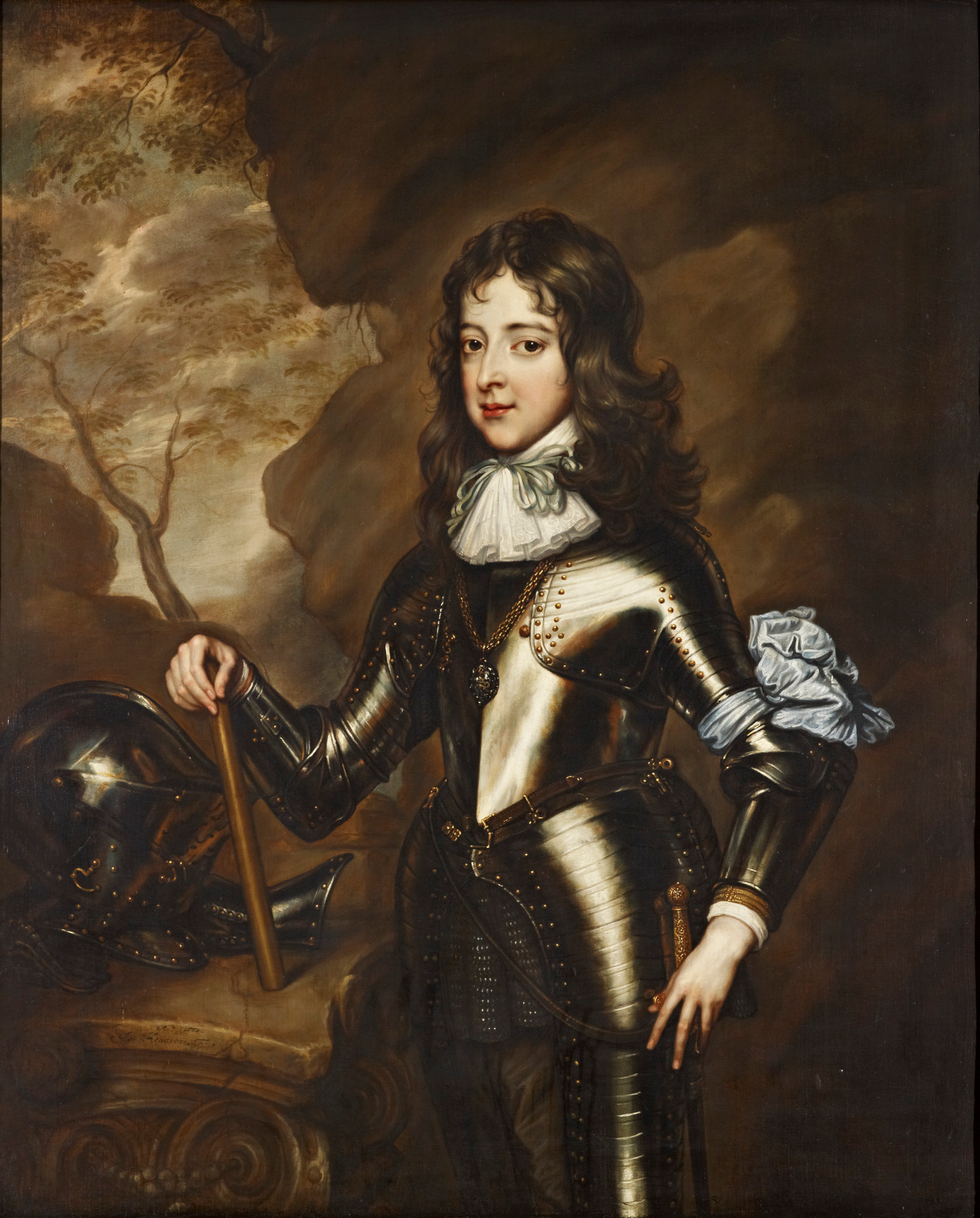
ويليام الثالث عندما كان أمير أورانج

## لوحات هانيمان في المتاحف العامة

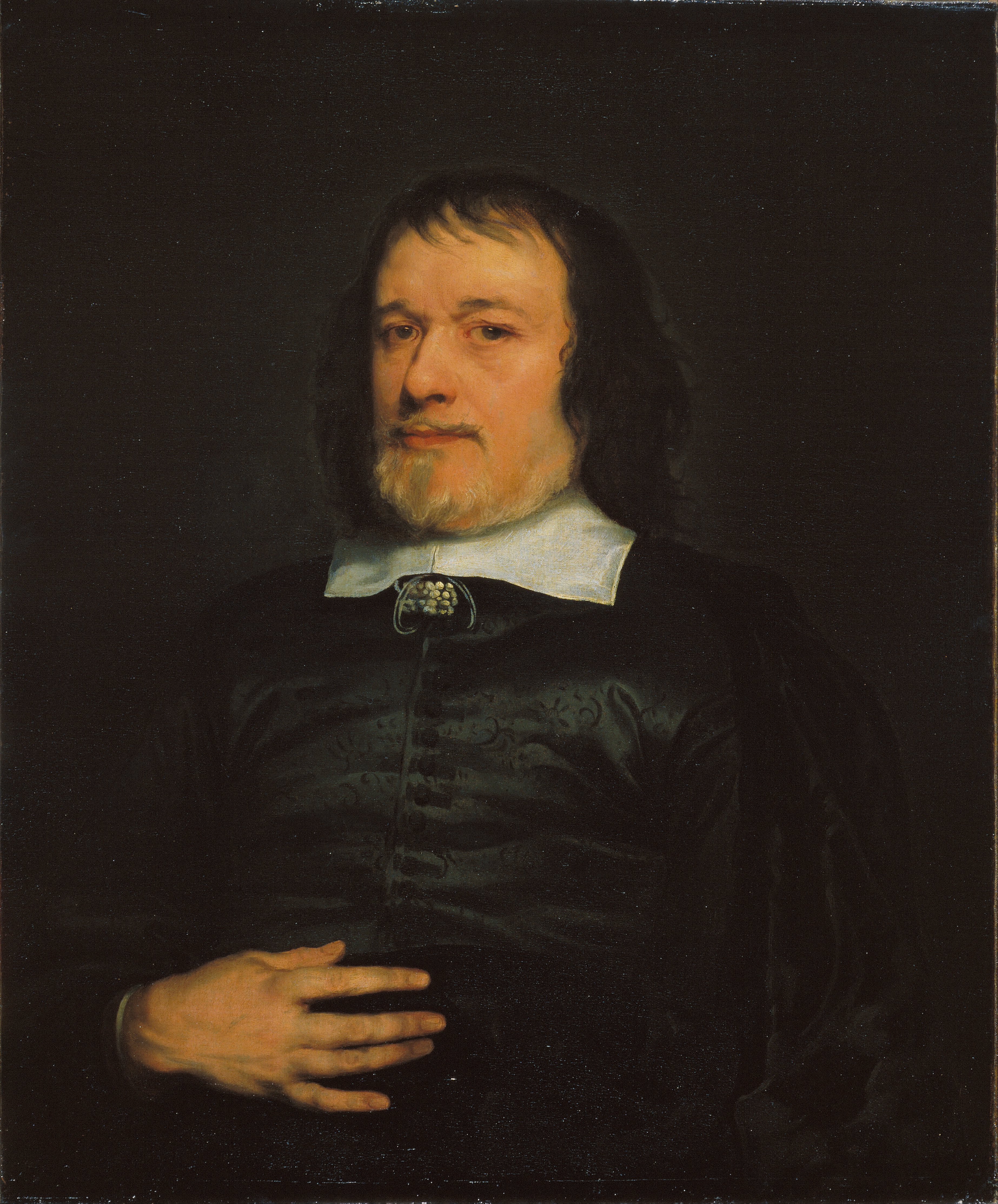
صورة رجل نبيل (حوالي 1655)، المتحف الوطني للفنون في كاتالونيا

- صورة لامرأة ، متحف متروبوليتان للفنون ، نيويورك.
- صورة لامرأة ، (1653)، متحف بوشكين للفنون الجميلة، موسكو
- هنري، دوق غلوستر (حوالي ١٦٥٣)، المعرض الوطني للفنون ، واشنطن العاصمة
- الأمير ويليام الثالث (1654)، متحف ريجكس ، أمستردام.
- صورة لماري الأولى ستيوارت بعد وفاتها مع خادم ، متحف موريتشهاوس .
- صورة للسيدة لوسي بيرسي ، معهد مينيابوليس للفنون .
- ويليام هاملتون، دوق هاميلتون الثاني ، معرض الصور الوطني ، لندن.
- تشارلز الثاني كأمير ويلز (نسخ من الأصل المفقود)، متحف أشموليان ، أكسفورد ومعرض الصور الوطني، لندن.
- ولدان وفقاعة ، متحف نورتون للفنون في ويست بالم بيتش فلوريدا